# ISO/IEC 80000
ISO/IEC 80000は、国際標準化機構 (ISO) と国際電気標準会議 (IEC) が共同で公表した、量および単位 (quantities and units) に関する国際規格である。
ISO/IEC 80000では国際量体系 (ISQ) が取り入れられている。ISO/IEC 80000は、科学や教育の分野の世界的に使用される文書において、物理量や計量単位を使用する際のスタイルガイドである。ほとんどの国で、学校の数学や科学の教科書で使われる表記法は、この規格のガイドラインに厳密に従っている。
ISO/IEC 80000規格ファミリーは、2009年11月に第1部の公表により第14部までの第1版が揃った。ISO 31などの旧規格を取り込み、それを置き換えている。
日本工業規格 (JIS) では、主に JIS Z 8000 が相当する。2014年3月に第1部と第3-8部、2015年12月に第9・10部、2016年12月に第11・12部、2022年3月に第2部が発行され、また、第2部発行と同時に第6部を除く第3-12部が改正された。2022年12月現在、第13部以降は未発行である。

## 部構成
2022年12月現在、ISO/IEC 80000の部 (part) 構成は以下の通りである。
| 部 (版:edition)         | 最新版 発行年 | 内容（日本語は対応JIS標題）                                     | 置き換えられた規格                           | 状態         |
| ----------------------- | ------------- | --------------------------------------------------------------- | -------------------------------------------- | ------------ |
| ISO 80000-1 (第2版)     | 2022年        | 一般 General                                                    | ISO 31-0, ISO 1000, IEC 60027-1, IEC 60027-3 | 発行済み     |
| ISO 80000-2 (第2版)     | 2019年        | 数学記号 Mathematics                                            | ISO 31-11, IEC 60027-1                       | 発行済み     |
| ISO 80000-3 (第2版)     | 2019年        | 空間及び時間 Space and time                                     | ISO 31-1, ISO 31-2                           | 発行済み     |
| ISO 80000-4 (第2版)     | 2019年        | 力学 Mechanics                                                  | ISO 31-3                                     | 発行済み     |
| ISO 80000-5 (第2版)     | 2019年        | 熱力学 Thermodynamics                                           | ISO 31-4                                     | 発行済み     |
| IEC 80000-6 (第2版)     | 2022年        | 電磁気 Electromagnetism                                         | ISO 31-5, IEC 60027-1                        | 発行済み     |
| ISO 80000-7 (第2版)     | 2019年        | 光及び放射 Light and radiation                                  | ISO 31-6                                     | 発行済み     |
| ISO 80000-8 (第2版)     | 2020年        | 音響学 Acoustics                                                | ISO 31-7                                     | 発行済み     |
| ISO 80000-9 (第2版)     | 2019年        | 物理化学及び分子物理学 Physical chemistry and molecular physics | ISO 31-8                                     | 発行済み     |
| ISO 80000-10 (第2版)    | 2019年        | 原子物理学及び核物理学 Atomic and nuclear physics               | ISO 31-9, ISO 31-10                          | 発行済み     |
| ISO 80000-11 (第2版)    | 2019年        | 特性数 Characteristic numbers                                   | ISO 31-12                                    | 発行済み     |
| ISO 80000-12 (第2版)    | 2019年        | 凝縮体物理 Condensed matter physics                             | ISO 31-13                                    | 発行済み     |
| IEC 80000-13 (第1版)    | 2008年        | Information science and technology                              | IEC 60027-2:2005(3.8, 3.9), IEC 60027-3      | 発行済み     |
| IEC 80000-14 (第1版)    | 2008年        | Telebiometrics related to human physiology                      | IEC 60027-7                                  | 廃止(2017年) |
| IEC/CD 80000-15 (第1版) |               | Logarithmic and related quantities                              |                                              | 開発中       |
| IEC/CD 80000-16 (第1版) |               | Printing and writing rules                                      |                                              | 開発中       |
| IEC/CD 80000-17 (第1版) |               | Time dependency                                                 |                                              | 開発中       |

## 国際量体系
ISO/IEC 80000の第1部は、国際量体系を導入し、国際単位系 (SI) との関係を記述している。
具体的には、導入部で「SI単位の基礎として使われる量の間の関係を含む量の体系を「国際量体系」(ISQ) という」と記載されており、さらに、「ISQは、基本的に無限で絶えず進化し拡大している、現代の科学と技術の全てが拠り所とする量と方程式の体系を規定するのに、便利な表記法である」と記述されている。

## ISO/IEC 80000における単位
ISO/IEC 80000は全てのSI単位を含んでいるが、SI単位以外の物も含んでいる。ISO/IEC 80000に含まれる非SI単位には、データ量の単位（ビット・バイト）、情報量の単位（シャノン・ナット・ハートレー）、通信トラヒックの単位（アーラン）、レベルの単位（デシベル・ネーパ）がある。
ISO/IEC 80000は全てのSI接頭語を含むほか、2進接頭辞も含む。2進接頭辞はIECによってIEC 60027-2として導入されたもので、メガバイト (MB) が 10242 バイトと 10002 バイトの2通りの意味で使用されていたのを、10242 バイトを表すメビバイト (MiB) を導入することで、メガバイトを明確に 10002 バイトとして区別できるようにするものである。